# الفقية (بني العوام)

تعديل مصدري - تعديل

الفقية هي إحدى قرى عزلة قطعة الصرابي بمديرية بني العوام التابعة لمحافظة حجة، بلغ تعداد سكانها 212 نسمة حسب تعداد اليمن لعام 2004.